# Маванелла (підрозділ окружного секретаріату)
Підрозділ окружного секретаріату Маванелла — підрозділ окружного секретаріату округу Кегалле, провінції Сабарагамува, Шрі-Ланка. Складається з 71 Грама Ніладхарі.